# Ethan Nwaneri
Ethan Chidiebere Nwaneri (ur. 21 marca 2007 w Londynie) – angielski piłkarz nigeryjskiego pochodzenia, występujący na pozycji pomocnika, w angielskim klubie Arsenal F.C..